# Igreja de Nossa Senhora do Rosário e São Benedito (Rio de Janeiro)
A Igreja de Nossa Senhora do Rosário dos Homens Pretos e de São Benedito é um templo católico em estilo colonial localizado no número 77 da Rua Uruguaiana, no Centro do município do Rio de Janeiro, no estado do Rio de Janeiro, no Brasil. No seu segundo andar, abriga o Museu do Negro, que expõe objetos ligados à presença dos escravos africanos na cidade.

## Histórico

### Irmandade dos negros e pardos
A "Irmandade de Nossa Senhora do Rosário dos Homens Pretos" foi fundada em 1640, sendo a irmandade que abrigava aos negros e pardos do Rio de Janeiro. Naquela época, funcionava na "Igreja Jesuítica de São Sebastião", no morro do Castelo, de onde tiveram de sair por volta de 1700. A irmandade construiu uma nova igreja entre 1701 e 1737 na chamada Rua da Vala (atual Uruguaiana), rua esta que, na época, marcava os limites da cidade. A capela-mor atual é o resultado de uma reconstrução por volta de 1772.

### Catedral (1737-1808)
A sede episcopal juntamente com a Irmandade do Santíssimo, que já havia transitado da Igreja de São Sebastião, no morro do Castelo, para várias outras na cidade, instalou-se na Igreja de Nossa Senhora do Rosário dos Homens Pretos e de São Benedito em 1737, apesar dos protestos da irmandade (que, porém, continuou a funcionar na mesma igreja). Em 1808, com a chegada de dom João VI ao Rio de Janeiro, a Igreja de Nossa Senhora do Rosário dos Homens Pretos e São Benedito perdeu a condição de catedral para a Igreja de Nossa Senhora do Monte do Carmo, mais próxima ao Paço Real.

### Sede da Câmara Municipal (1812-1825)
Durante um período de 13 anos, entre 1812 e 1825, funcionou, nas dependências da igreja, a Câmara Municipal do Rio de Janeiro.

### Reforma  (século XIX)
No século XIX, a igreja passou por uma grande reforma, na qual a decoração interna em talha dourada foi refeita por Antônio José Monteiro em cerca de 1861. A fachada também foi alterada, com a reconstrução total das duas grandes torres. Foi mantida a portada de inícios do século XVIII, muito importante esteticamente por ser um belo e raro exemplar em estilo maneirista (tardo-renascentista), em lugar do barroco que predominava nas igrejas da cidade.

### Incêndio em 1967
Atualmente, a igreja não tem praticamente nenhuma decoração interna, devido a um terrível incêndio ocorrido em 1967 que destruiu os altares e talha das capelas, paredes e colunas. Tragicamente, no incêndio perdeu-se também o chamado Museu do Negro, que funcionava no segundo andar da igreja e que continha importantes documentos relacionados à história da irmandade.
O interior foi reconstruído pelos arquitetos Lúcio Costa e Sérgio Porto. Apesar da tragédia, o aspecto pelado do interior serve de demonstração da importância da talha dourada na construção do espaço interno nas igrejas barrocas brasileiras (e portuguesas): sem talha, o interior de uma igreja daquela época perdia todo o sentido.

### Personalidades ligadas à irmandade
Como irmandade de negros e pardos, muitos destacados membros dessa comunidade formaram parte da Irmandade de Nossa Senhora do Rosário dos Homens Pretos na época colonial, como o escultor e urbanista Valentim da Fonseca e Silva (enterrado na igreja em 1813 e recordado na entrada em uma placa de bronze) e o compositor e regente Padre José Maurício Nunes Garcia, que foi diretor musical da igreja (1798-1808), quando ela ainda era a catedral da cidade.

### Reabertura do Museu do Negro em 2013
Em 13 de maio de 2013, o Museu do Negro, que funcionava no segundo andar da igreja e que havia sido destruído no incêndio de 1967, foi reaberto ao público, após reforma.